# Drill and bass
Drill and bass (także drill'n'bass) – gatunek muzyki elektronicznej, który wyłonił się w drugiej połowie lat 90.
Terminem tym określa się zwykle szybszą wersję stylu IDM, która odziedziczyła po nim skomplikowaną i często nienaturalnie brzmiącą linię perkusyjną i eksperymentalny charakter, jednak tempem i linią basową przypominającą styl Drum and bass, stąd też jego nazwa.
Kluczowi dla gatunku artyści to Aphex Twin, Squarepusher oraz Datach`i. Dziś nazwa drill'n'bass jest rzadko stosowana, utwory producentów tworzących podobną muzykę często są kategoryzowane jako IDM lub breakcore.